# 贝恩施塔特
贝恩施塔特是德国巴登-符腾堡州的一个市镇。总面积13.95平方公里，总人口2089人，其中男性1051人，女性1038人（2011年12月31日），人口密度150人/平方公里。